# アテナ宝石デザイン研究所
アテナ宝石デザイン研究所は、東京港区にあるジュエリーデザインの学校である。

## 概要

### 沿革
1969年に金沢美術工芸大学工芸科卒業後インダストリアルデザイナーをしていた藤村民夫と、1971年に同校卒業後、岩倉精密鋳造に勤めていた藤村澄江とが中心となり、1976年に、ジュエリーデザイナーを養成する学校「フォルムスクール」を新宿御苑前に創設。
1981年に、両氏が「アテナ宝石デザイン研究所」として高田馬場にて開業。 
2010年　健康上の理由から両氏が退き、フォルムスクールの4期卒業生だった水野薫子が2代目代表に就任。同じく4期卒業の山本統規(武蔵野美術大学出身)が主任講師として就任した。
2017年　港区に移転。
卒業生はデビアス主催のDiamond internashonal Award などに入選している。